# Ганицький Тадей Денисович
Таде́й Дени́сович Гани́цький (Ганіцький, пол. Tadeusz Hanicki, рос. Фаддей Дионисович Ганицкий; 10 липня (22 липня) 1844, село Чемериси-Волоські Могилівського повіту Подільської губернії, нині Журавлівка Барського району Вінницької області — 12 лютого 1937, Кам'янець-Подільський) — український скрипаль, педагог, диригент, композитор.

## Життєпис
Тадей Ганицький народився 10 липня (22 липня за новим стилем) 1844 року в селі Чемериси-Волоські Могилівського повіту Подільської губернії, нині Журавлівка Барського району Вінницької області. Старший брат віолончеліста Гната Ганицького.
1872 року закінчив Віденську консерваторію, 1876 року — Берлінську академію музики. Від 1877 року скрипаль-соліст, професор консерваторії в Берліні.
У 1894—1901 роках працював у Варшаві та Лодзі, у 1901—1902 роках — у Петербурзі.
1902 року в Барі (нині Вінницької області), 1903 року — в Кам'янці-Подільському відкрив музичну школу (діяла з перервами до 1921 року). Серед вихованців школи — скрипалі Михайло Каревич, Аркадій Гурфінкель, віолончеліст Семен Глейзель.
1907 року створив Подільське музичне товариство, 1914 року — симфонічний оркестр, з яким концертував.
У 1927—1930 роках — директор і професор музичної профшколи, від 1930 року — професор Музичного технікуму імені Миколи Лисенка в Кам'янці-Подільському.
Помер 12 лютого 1937 року в Кам'янці-Подільському. Поховано на Руськофільварецькому кладовищі.
Автор симфонічних творів, творів для скрипки, обробок українських народних пісень, навчально-методичних розробок.

## Пам'ять
2003 року Кам'янець-Подільській центральній дитячій музичній школі надано ім'я Тадея Ганицького.